# Club de Berne

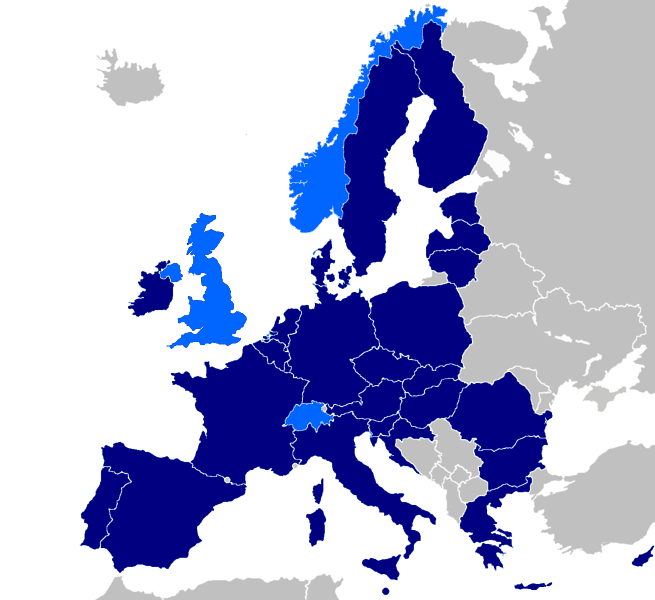
Les membres du Groupe antiterroriste (GAT) après la sortie du Royaume-Uni de l'Union européenne le 31 janvier 2020.

Le Club de Berne est un forum des services de renseignement des 27 États de l'Union européenne (UE), auxquels s'ajoutent la Norvège et la Suisse, du nom de la ville de Berne. Cette institution, fondée en 1971, n'a pas de secrétariat et ne prend aucune décision : elle repose sur une démarche volontaire pour échanger sur les expériences, les points de vue et les problèmes communs aux services de renseignement européens. Il se réunit deux fois par année.

## Histoire
De 1977 à 1990 le Belge Albert Raes en fut le chef doyen.
Initialement, le Club de Berne, qui rassemblait neuf services de sécurité européens, permettait aux Européens de se protéger du terrorisme palestinien sans être considérés comme aidant Israël. Il avait mis en place un système d'alerte aux menaces répondant au nom de code Kilowatt.
Le Groupe Anti-Terroriste (GAT) (ou Counter Terrorism Group - CTG) est une branche du Club créée à la suite des attentats du 11 septembre 2001 pour renforcer la coopération en matière de partage de renseignements en matière de terrorisme entre services européens. Le GAT fournit des évaluations des menaces dans ce domaine aux décideurs politiques de l'UE et fournit un formulaire de collaboration d'experts.
Le CTG, comme le Club, ne fait pas partie des institutions de l'UE mais sert d'interface de ce dernier avec l'Union européenne via le EU Intelligence and Situation Centre (EU INTCEN) (une branche du Service européen pour l'action extérieure). Sa présidence tourne en parallèle avec celle de la présidence du Conseil de l'UE.